# Rue de La Reynie
La rue de La Reynie est une voie, ancienne, des 1er et 4e arrondissements de Paris, en France.

## Situation et accès
La rue de La Reynie, d'une longueur de 174 mètres, qui est située dans les 1er et 4e arrondissements de Paris quartiers des Halles et Saint-Merri, commence au 17, rue Quincampoix et se termine au 32, rue Saint-Denis.

## Origine du nom
La rue prend en 1822 le nom du premier lieutenant de police Gabriel Nicolas de La Reynie (1625-1709). Celui-ci aurait habité dans la rue Quincampoix, voisine.

## Historique
Cette rue est connue sous le nom de « rue Trousse-Vache », ou « rue Troussevache », dès 1248. L'origine de ce nom est sujette à discussion : il pourrait s'agir d'une enseigne de la Vache troussée, c'est-à-dire à la queue relevée mais il s'agirait plus vraisemblablement du nom de la famille Troussevache.
En effet, dans un cartulaire de saint Magloire, datant du mois de mai 1257, il est fait mention d'un nommé Eudes Troussevache.
Elle est citée dans Le Dit des rues de Paris de Guillot de Paris sous le nom de « rue Trousse-Vache ».
Elle est citée sous le nom de « rue Trousse vache » dans un manuscrit de 1636.
En 1702, la rue, qui fait partie du quartier de Saint-Jacques-de-la-Boucherie, comporte 25 maisons et 6 lanternes.
Une décision ministérielle du  18 vendémiaire an VI (9 octobre 1797), signée Letourneux, fixe la largeur de cette voie publique à 6 mètres.
En 1817, la rue Trousse-Vache était située dans l'ancien 6e arrondissement, quartier des Lombards et commençait aux 21-23, rue des Cinq-Diamants et finissait aux 82-84, rue Saint-Denis.
À cette époque, les numéros de la rue étaient rouges. Le dernier numéro impair était le no 29 et le dernier numéro pair était le no 36.
En 1822, la rue Troussevache est renommée « rue de la Reinie », à la mémoire de Gabriel Nicolas de La Reynie, premier lieutenant général de police de Paris :
« Paris le 27 juin 1822. Au préfet de la Seine. Monsieur le préfet, j'ai l'honneur de vous informer que d'après la proposition contenue dans votre lettre du 31 mai, j'ai décidé que la rue Troussevache portera le nom de la Reinie. Le ministre secrétaire d'État de l'Intérieur, signé Corbière. »
En vertu d'une ordonnance royale du 19 juillet 1840, la largeur de la rue est portée à 13 mètres.
En 1844, devenue la « rue de la Reinie », cette rue d'une longueur de 120 mètres avait les mêmes caractéristiques qu'en 1817,.
L'actuelle rue de La Reynie est formée par décret ministériel en date du 18 février 1851 de la réunion de :
- la rue de La Reynie, qui était située entre la rue Quincampoix et la rue Saint-Denis ;
- la rue Ogniard, qui était située entre la rue Quincampoix et la rue Saint-Martin.

Jean-Paul Clébert a noté en 1952 que la rue de La Reynie devenait la rue « de l’Araignée pour les gars des environs qui aplanissent toujours les difficultés ».

## Bâtiments remarquables et lieux de mémoire
- No 27 (angle de la rue Saint-Denis) : emplacement de magasins à l'enseigne « Au Chat Noir » qui furent tour à tour un magasin de marchand de soieries puis de confiseur[10].

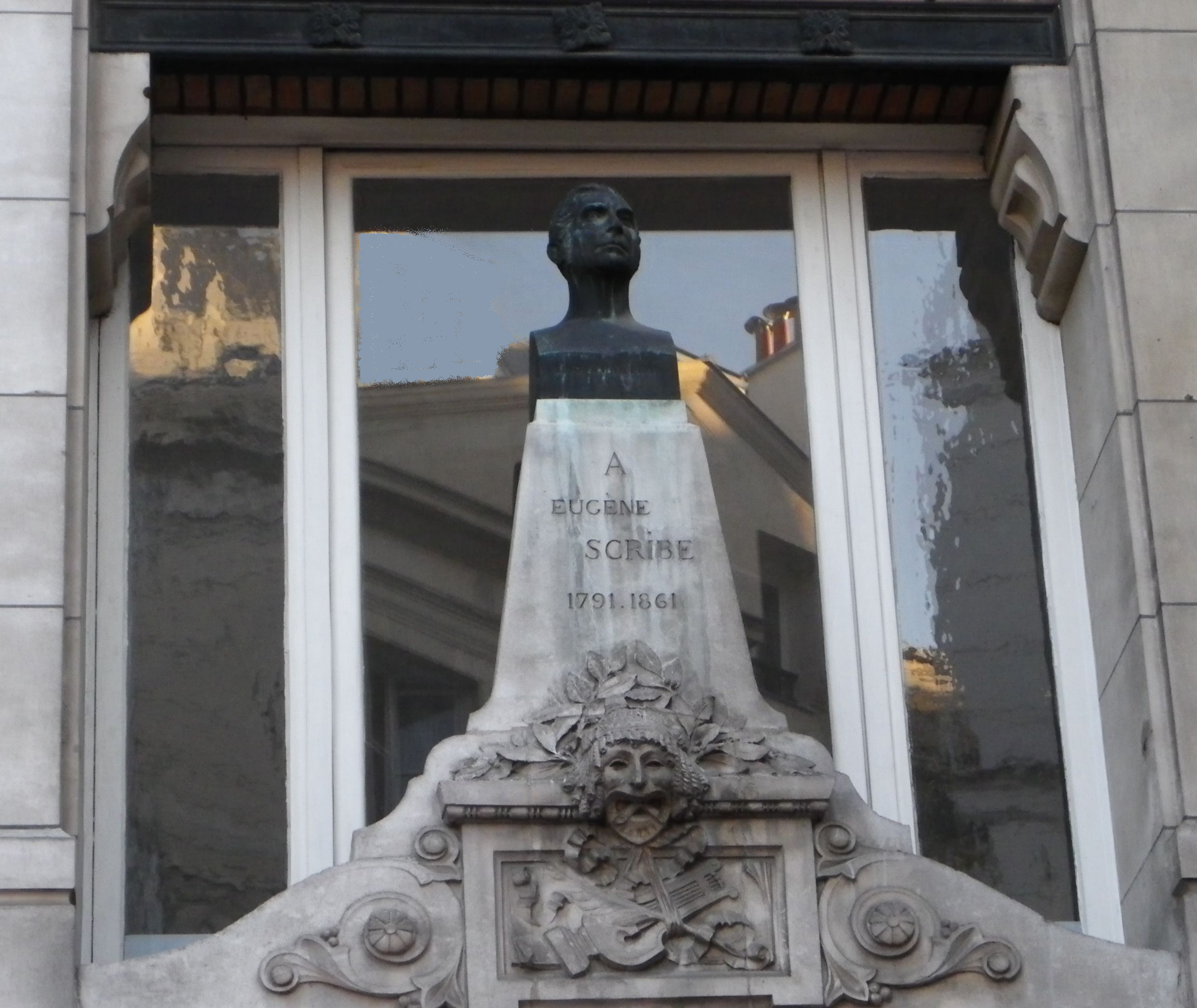
Statue d'Eugène Scribe à l’angle de la rue Saint-Denis et de la rue de La Reynie à Paris.
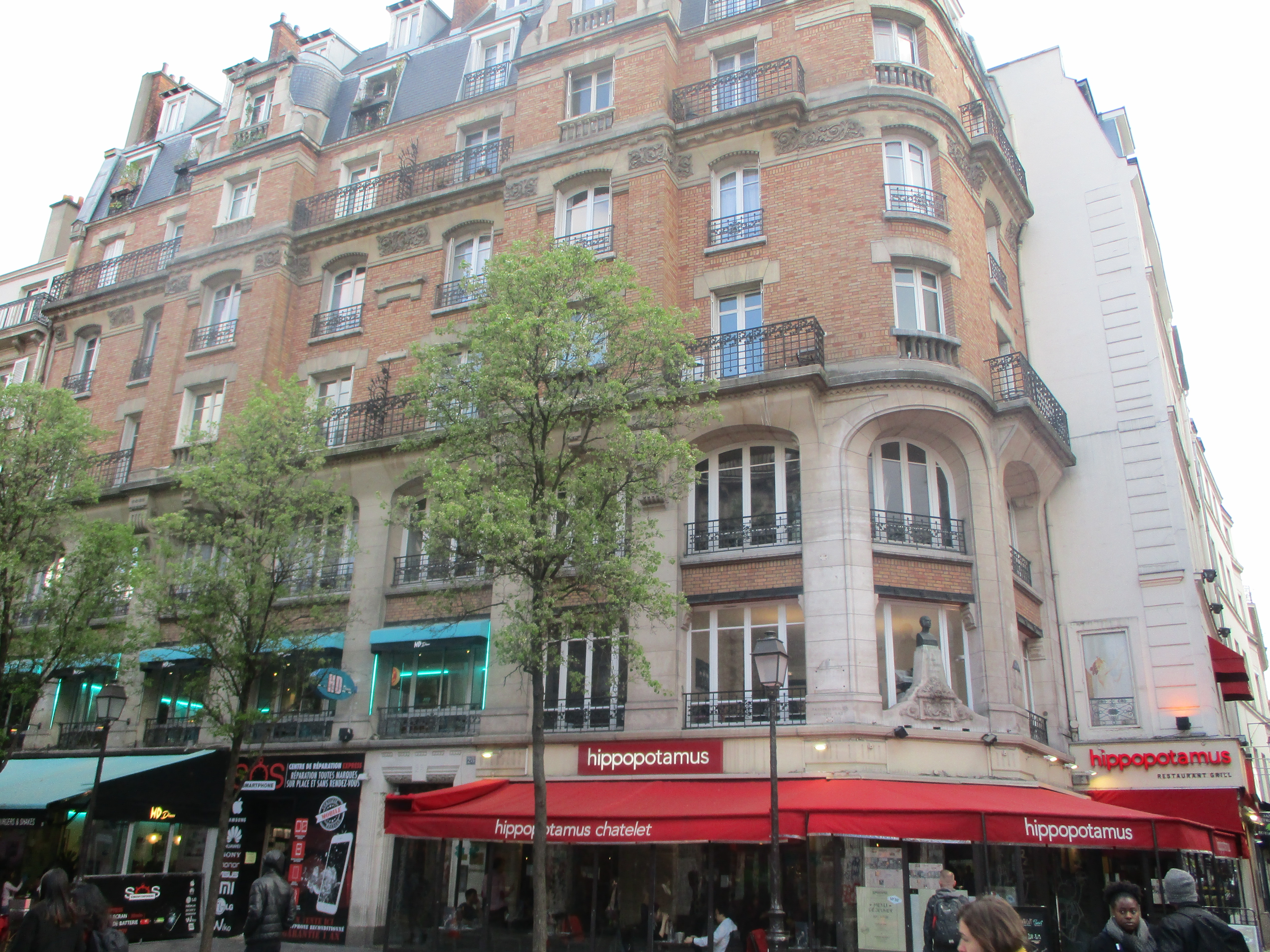
Immeuble de l'angle de la rue Saint-Denis (no 30), avec la statue d'Eugène Scribe.

## Pour approfondir